# Шаймухаметова, Людмила Николаевна
Людми́ла Никола́евна Шаймухаме́това (12 ноября 1951, Свердловск — 31 января 2025) — советский и российский музыковед, музыкальный педагог, доктор искусствоведения (2001), профессор (2001), заслуженный деятель искусств РФ (2007) и РБ (2001), главный редактор журналов «Проблемы музыкальной науки» и «Креативное обучение в детской музыкальной школе», разработчик одного из научных направлений в области музыкальной семантики, научный руководитель Лаборатории музыкальной семантики.

## Образование и профессиональная деятельность
Окончила историко-теоретическое отделение Уральской государственной консерватории им. М. П. Мусоргского в 1976 году. В 1994 году защитила кандидатскую диссертацию на тему «Мигрирующая интонационная формула и семантический контекст музыкальной темы» (работа была выполнена в Отделе музыки Российского института искусствознания). Научным руководителем был доктор искусствоведения, профессор М. Г. Арановский. Защита докторской диссертации на тему «Семантические процессы в музыкальной теме» состоялась 23 июня 2000 года в Государственном институте искусствознания.
С 1978 года работает на кафедре теории музыки в Уфимском государственном институте искусств. С 1983 по 1990 годы была заведующей кафедрой теории музыки. С 1989 по 1990 годы занимала должность проректора по учебной и научной работе Уфимского государственного института искусств. С 2001 года является заведующей научно-исследовательской Лабораторией музыкальной семантики. 
В 2007 году стала главным редактором Российского специализированного журнала «Проблемы музыкальной науки». С 2008 года на базе созданной ею Лаборатории музыкальной семантики Уфимской государственной академии искусств Л. Н. Шаймухаметова организовала выпуск ежеквартального научно-методического вестника Лаборатории музыкальной семантики «Креативное обучение в ДМШ» (приложение к журналу «Проблемы музыкальной науки»).

## Научный и организационный вклад

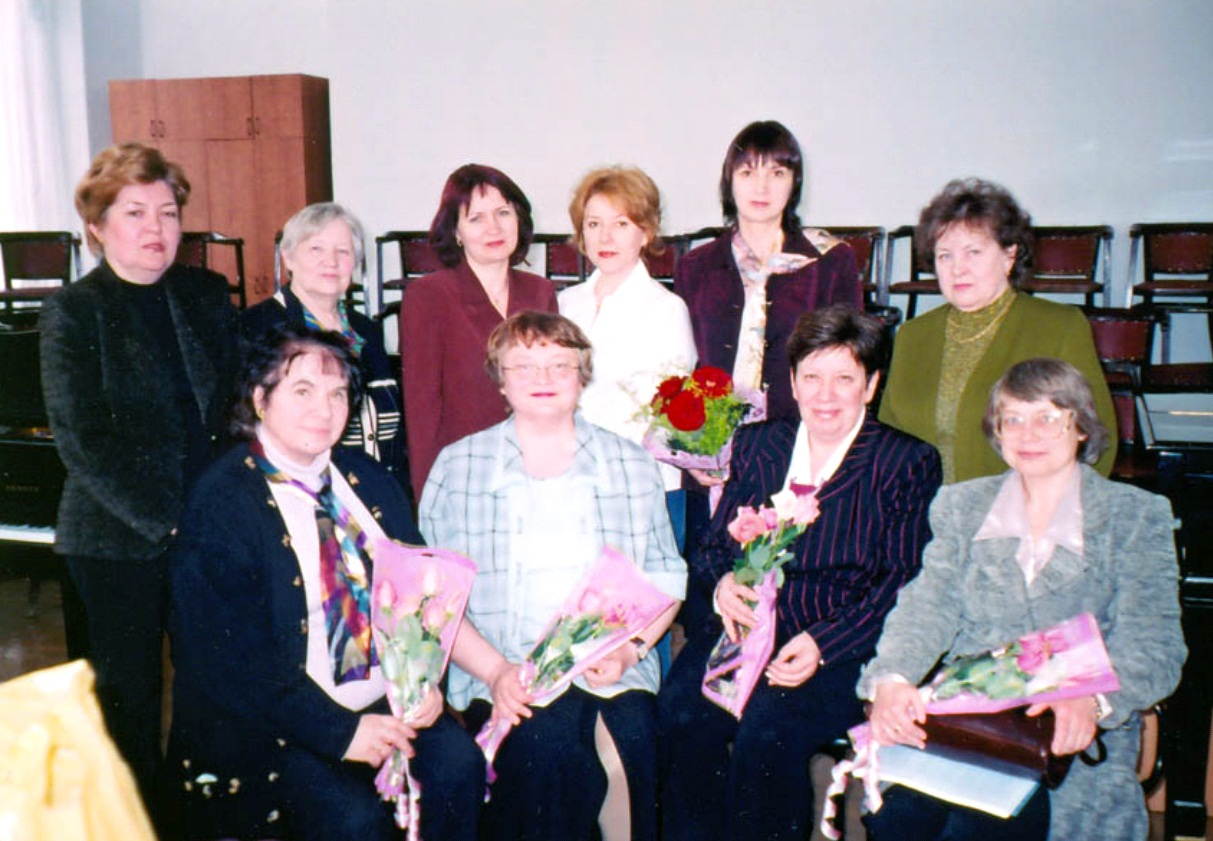
Участники III Всероссийской Научно-практической конференции «Музыкальное содержание наука и педагогика», организованной Лабораторией музыкальной семантики (Уфа, 26-29 апреля 2004 г.). Слева направо, в первом ряду: профессора-музыковеды В. Н. Холопова, Л. Н. Шаймухаметова, Г. Р. Тараева, Л. П. Казанцева; во втором ряду — сотрудники Лаборатории музыкальной семантики: доктора и кандидаты искусствоведения Н. М. Кузнецова, Р. Х. Исламгулова, А. И. Асфандьярова, П. В. Кириченко, И. В. Алексеева, Н. Ф. Гарипова

Людмила Николаевна Шаймухаметова — автор многочисленных работ в области музыкальной педагогики, теоретических и прикладных проблем музыкальной семантики. Авторская концепция семантического анализа музыкального текста Л. Н. Шаймухаметовой применяется сегодня в некоторых музыкальных учебных заведениях России и зарубежья.
Л. Н. Шаймухаметова создала и возглавила научно-исследовательскую лабораторию музыкальной семантики, где под её научным руководством подготовлены 12 кандидатских и 3 докторских диссертации, в которых нашли отражение различные проблемы теоретического и практического музыкознания, и которые были успешно представлены и защищены в диссертационных советах при различных консерваториях и вузах искусства России (Москве, Ростове-на-Дону, Новосибирске, Саратове, Магнитогорске). В Лаборатории под руководством Л. Н. Шаймухаметовой подготовлено к печати и издано свыше 50 учебных пособий, методических разработок к учебным курсам, авторских программ; издаётся периодический научно-методический вестник Лаборатории музыкальной семантики «Креативное обучение в ДМШ».
С 1999 года Л. Н. Шаймухаметова является автором и руководителем российских и республиканских семинаров «Музыкальный язык, речь, мышление», творческих фестивалей по проблемам нетрадиционного ансамблевого музицирования («От барокко до джаза», 1997—2002; «Давайте играть вместе», 1999—2003; «Диалоги в устной музыкальной речи», 2000—2005; «Современная наука — педагогу-практику», 2010—2012).
В 2003 году Л. Н. Шаймухаметова внедрила в учебный процесс разработанный ею проект «Креативное обучение — XXI век» специальности «Музыковедение» с углублённым изучением специализации «Преподаватель ДМШ».
Л. Н. Шаймухаметова явилась организатором Всесоюзного научно-практического семинара «Искусство, наука, техника: пути сопряжения» (Уфа, 1990), III Всероссийской научно-практической конференции «Музыкальное содержание: наука и педагогика» (Уфа, 2004); участвовала в IV Международном симпозиуме WMA (Берлин, 2003), семиотических конференциях в России (Москва, 2000; Ростов-на-Дону, 2006; Астрахань, 2007); работала председателем жюри республиканских конкурсов методических работ преподавателей ССУЗов и ДМШ РБ (2000, 2003—2005).
Учебные пособия для вузов и других учебных заведений, написанные Л. Н. Шаймухаметовой, отмечены Министерством Культуры РФ как инновационные проекты.

## Основные научные труды
См.
Монографии и другие работы по музыкальной семантике
- Семантический анализ музыкальной темы. Учебное пособие для вузов искусства и культуры / Л. Н. Шаймухаметова. — М.: Российская академия музыки им. Гнесиных, 1999.
- Мигрирующая интонационная формула и семантический контекст музыкальной темы: Монография. — М.: Государственный институт искусствознания, 1999.
- Семантические процессы в тематизме сонат Д. Скарлатти / Шаймухаметова Л. Н., Селиванец Н. Г., Уфа, 1998.
- Переинтонирование как способ решения элементарных художественных задач в курсе гармонии // Вопросы оптимизации учебного процесса в музыкальном вузе: Сб. тр. — М: РАМ им. Гнесиных, 1993. — Вып. 125.
- Некоторые способы организации напряжения в музыкальном тексте (на примере сочинений И.-С. Баха) // Звук, интонация, процесс: Сб. тр. — М.: РАМ им. Гнесиных, 1998. — Вып. 148.
- Семантика музыкального диалога клавирных произведений западноевропейских композиторов XVII—XVIII вв. // Семантика старинного уртекста: Сб. тр. — Уфа: РИЦ УГИИ, 2002.
- Мигрирующая интонационная формула и семантический контекст музыкальной темы. // Проблемы музыкальной науки, 2011. № 2.
- Семантический анализ в работе музыканта-исполнителя; Театральный диалог в классической музыкальной теме // Музыкальный текст и исполнитель: Сб. тр. — Уфа: РИЦ УГАИ, 2004.
- Музыкальное содержание как проблема практической семантики // Музыкальное содержание: наука и педагогика: Сб. тр. — М. — Уфа: РИЦ УГАИ, 2005;
- Семантический анализ музыкальной темы // Музыкальное содержание: наука и педагогика : Сб. тр. — Уфа: РИЦ УГАИ, 2005.
- Семантический анализ музыкального текста (о разработках проблемной научно-исследовательской Лаборатории музыкальной семантики) // Проблемы музыкальной науки / Российский науч. специализ. журнал. — 2007. № 1.
- Инструктивные сочинения И.-С. Баха для клавира в практике обучения творческому музицированию /Соавт. Г. Юсуфбаева. — Уфа: УГИИ, 1998.
- Ролевые игры в классе фортепиано. Сюжеты музицирования в танцевальных пьесах западноевропейского барокко: Учебное пособие для ДШИ с видеоприложением / Шаймухаметова Л. Н., Трунина Л. С., Большакова Т. С. / Авторский проект Шаймухаметовой Л. Н. — Уфа: Лаборатория музыкальной семантики УГАИ им. З. Исмагилова, 2013.
- Играем вместе с учителем: учебное пособие для начинающих пианистов / Шаймухаметова Л. Н., Царёва Е. Ю. / Авторский проект Шаймухаметовой Л. Н. — Уфа: Лаборатория музыкальной семантики УГАИ им. Загира Исмагилова, 2013.

Авторские программы
- Основы музыкального интонирования: Программа для фортепианных отделений вузов. — Изд. 2-е, исправл. и допол. — Уфа: РИЦ УГАИ, 2003 (гриф МК РФ).
- Современные музыкально-педагогические системы: Программа для студ. муз. вузов по специальности «Музыковедение». — Уфа: РИЦ УГАИ, 2003 (гриф МО РБ).
- Ответственный, научный редактор и составитель межвузовских сборников статей и учебников (свыше 5000 п. л.). Некоторые из них:
- Вопросы поэтики и семантики музыкального текста: Межвуз. сб. ст. / РАМ им. Гнесиных. — М., 1998. — Вып. 150; Звук, интонация, процесс: Межвуз. сб. ст. / РАМ им. Гнесиных. — М., 1998. — Вып. 148.
- Историко-теоретические проблемы музыкознания: Межвуз. сб. ст. / РАМ им. Гнесиных. — М., 1999. — Вып. 156.
- Художественный мир музыкального произведения: Сб. ст. / ЛМС. — Уфа: РИЦ УГИИ, 2001.
- Внемузыкальные компоненты композиторского текста: Сб. ст. / ЛМС. — Уфа: РИЦ УГИИ, 2002.
- Семантика старинного уртекста: Сб. ст. / ЛМС. — Уфа: РИЦ УГИИ, 2002.
- Музыкальный текст и исполнитель: Сб. ст. / ЛМС. — Уфа: РИЦ УГАИ, 2004.
- Музыкальное содержание: наука и педагогика. — Уфа: РИЦ УГАИ, 2005.
- Башкирская музыкальная литература: Учебник для средних и старших классов ДМШ / Под общей редакцией проф. Л.Н Шаймухаметовой. — Уфа: РУМЦ, 2005.
- Поэтика и семантика музыкального текста. Программа для музыковедческих отделений музыкальных вузов. Уфа, 2011.

Учебные пособия с грифами Министерства культуры РФ и РБ
- Интонационные этюды в классе фортепиано. Ролевые игры и задания по композиции (на материале клавирной музыки западноевропейских композиторов XVII—XVIII вв.): Учебное пособие / Соавт. П. Кириченко / ЛМС. — Уфа: РИЦ УГИИ, 2002.
- Серия «6 тематических учебных тетрадей» / Соавтор. Р. Х. Исламгулова, рисунки Р. Ш. Шаймухаметова: «Звуковые краски музыки», «Звук, ритм и фантазия», «Лесная школа профессора Жирафа», «Динамические превращения звука», «Весёлые интервалы», «Звук и темп, или Кто как двигается». — [Уфим. гос. ин-т искусств], 16 с., [2] л. ил., ноты, Уфа: РИЦ УГИИ, 1997—2004 (гриф МК РФ).
- Колокольчики. Семантика на уроках сольфеджио: Метод. разработки, рисунки Р. Ш. Шаймухаметова; — Уфа: РИЦ УГИИ, 1999—2004. — Вып. 1-4; (гриф МК РФ).
- Музыкальный букварь / Соавт. Р. Х. Исламгулова, рисунки Р. Ш. Шаймухаметова; — Уфа, 2000.
- Учимся по букварю: Метод. рекомендации к учебному пособию «Музыкальный букварь в играх, картинках, загадках» (с поурочной разработкой) для нач. классов ДМШ. — РИЦ УГАИ, 2005.
- Программа по предмету «Сольфеджио» для ДМШ (первый год обучения). — Уфа: РИЦ УГАИ, 2006.

## Членство и работа в творческих организациях
- Член Международной Ассоциации «Word and Music» (WMA) (2005).[18]
- Вице-президент Российской гильдии музыковедов (2010).
- Член двух республиканских комиссий по присуждению Госпремий в области литературы и искусства при Президенте РБ.
- Научный редактор Редсовета УГИИ.
- Член диссертационного совета Магнитогорской государственной консерватории.[13]
- С 2002 года является заместителем председателя Совета по культуре и искусству Академии наук Республики Башкортостан (гуманитарное отделение).
- Многократно (2000—2005) назначалась председателем жюри Республиканских конкурсов методических работ преподавателей ДМШ и ССУЗов.

## Почётные звания и награды
- Заслуженный деятель искусств Российской Федерации (2007).[19] — За заслуги в области искусства
- Заслуженный деятель искусств Республики Башкортостан (2001)[20] — За большие заслуги в области музыкального искусства
- Почётная Грамота Министерства культуры Российской Федерации (1992).
- Почётная Грамота Академии наук Республики Башкортостан (1998).
- Почётная Грамота Российской Академии наук «За большой вклад в развитие отечественной науки» (2002).
- Заслуженный деятель науки и образования (2012).
- Член-корреспондент Российской академии естествознания (РАЕ) (2012).
- Почётное звание РАЕ «Основатель научной школы» (2012).[21]
- Диплом РАЕ «Золотая кафедра России» (серия «Золотой фонд отечественной науки») (2012).
- Почётный диплом и золотая медаль Европейской научно-промышленной палаты. (2012).[22]